# Menstruation
Menstruation, eller vardagligt mens, är den månatliga fas på omkring 3–7 dagar i menstruationscykeln som innebär blödningar från livmoderslemhinnan hos fertila kvinnor. Blödningens mängd och varaktighet kan variera från en månatlig cykel till en annan. Den första menstruationen börjar vanligtvis mellan tolv och femton år, en tidpunkt som kallas menarche.

## Menarche
Vid födseln har flickor omkring 400 000 anlag för ägg i äggstockarna, och dessa börjar mogna under puberteten, då även den första ägglossningen äger rum. Två veckor efter det att den första ägglossningen inträffat sker den första menstruationen, som går under det vetenskapliga namnet menarche. Menarche brukar inträffa mellan 11 och 14 års ålder, i vissa fall högre åldrar. USA:s hälsodepartement råder kvinnor över 15 år som inte fått sin första menstruation att uppsöka läkare.

## Menstruation

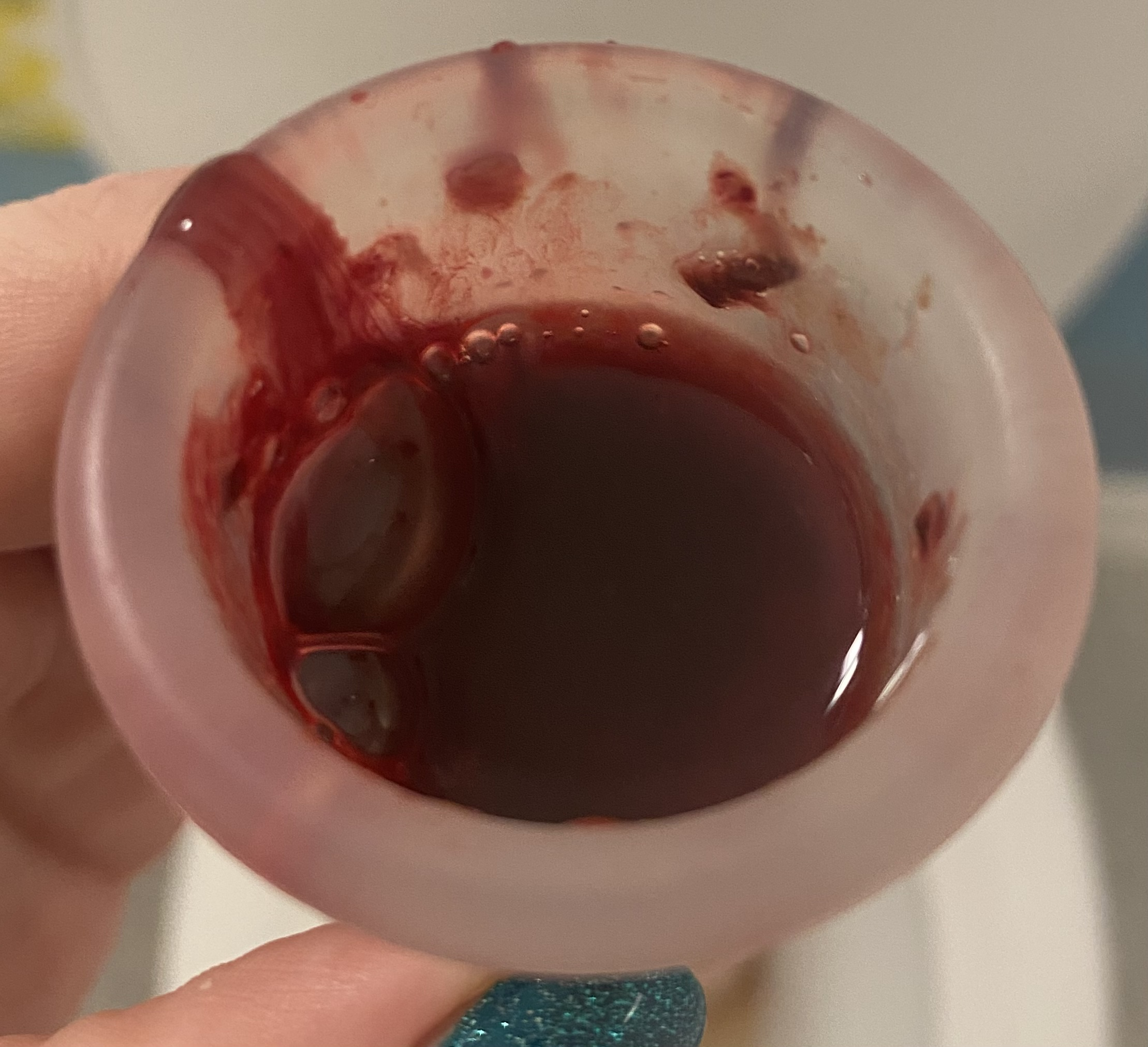
Menstruationsblod.

Menstruationens första dag representerar första dagen i den ungefär 28 dagar långa menstruationscykeln som fertila kvinnor har så länge de inte är gravida. Menstruationens syfte är att stöta ut livmoderslemhinnan. Menstruationsblodet som stöts ut består av vanligt blod och vävnader. En ny livmoderslemhinna mognar sedan under menstruationscykeln för att återigen stötas ut vid nästa menstruation. Blodförlusten under processen är energikrävande och menstruationen innebär stora hormonförändringar, vilket kan ge premenstruellt syndrom i olika svårighetsgrad. I händelse av graviditet behåller kvinnan sin livmoderslemhinna och menstruationen uteblir (amenorré). Menstruationen påbörjar den ungefär 28 dagar långa menstruationscykeln som fertila kvinnor har så länge de inte är gravida. Blödningens mängd och tid varierar från person till person, och kan även variera från en cykel till en annan hos samma person. Blödningen varar vanligen i 3-7 dagar, oftast mellan 3 och 5 dagar, en gång i månaden fram till klimakteriet.

## Skjuta upp mensen
Kvinnor som drabbas av särskilt svåra besvär i samband med mensen eller av någon annan anledning vill skjuta upp menstruationen kan göra det. De sätt på vilka mensen kan skjutas upp inkluderar hormonella preventivmedel såsom p-plåster, p-ring och p-piller, samt receptbelagda tabletter som innehåller gulkroppshormon (progesteron) såsom noretisteron.
Det är ofarligt att skjuta upp mensen och det kan göras när man under ett tag har använt ett preventivmedel såsom p-piller, p-plåster eller p-ring. Ett annat alternativ som kan användas för att skjuta upp mensen är tabletter med gulkroppshormon, vilket även det är en säker metod. Tabletterna tas cirka 3-4 dagar före dets att mensen beräknas komma. Tabletterna kan man sedan använda för att skjuta upp mensen på obestämd tid. När man slutar ta tabletterna tar det cirka två dagar innan mensen kommer.
Förskrivningen av denna typ av läkemedel är som störst under sommaren. Studier tyder på att noretisteron inte är en effektiv behandling för att minska menstruationen vid menorragi (riklig menstruation), men att det effektivt kan fördröja menstruationen och hjälpa kvinnor få kontroll över korta eller oregelbundna menstruationscykler. Noretisteron och andra tabletter som används för att skjuta upp mensen ska inte tas istället för p-piller. Detta då syftet med dessa tabletter inte är att förebygga oönskade graviditeter utan enbart att reglera menstruationen.

## Klimakterium
Klimakterium eller menopaus inträffar då menstruationerna upphör, vilket hos de flesta inträffar omkring femtio års ålder, med variationer ned mot 45 och upp mot 60. Kvinnan slutar då inneha förmågan att bli gravid, även om enstaka ägglossningar och graviditeter i sällsynta fall kan uppstå så långt som ett år efter sista menstruationerna. Klimakteriebesvär med sömnstörningar, irritabilitet, nedstämdhet och svettningar är inte helt ovanliga, och går oftast över efter ett par år.

## Mensbesvär
Menstruationen kan medföra mensvärk, förhöjd aptit, irritationer, känslosvängningar, trötthet, huvudvärk, ryggsmärtor och bröstsmärtor. Besvär som uppstår strax innan menstruationen kallas premenstruellt syndrom och förkortas PMS. En mer sällsynt och allvarligare hormonöverkänslighet är premenstruell dysforisk störning med symptom som liknar depression. 

### Mensvärk
Mensvärken kan uppstå innan eller under menstruationen. Denna består ofta av en tryckande smärta i magens nedre delar samt emellanåt strålande smärtor mot korsryggen och ut i ljumskarna. Smärtan är hos de flesta överkomlig, medan vissa får så kraftiga smärtor, illamåenden, diarréer, huvudvärk eller kräkningar att smärtstillande medel kan behöva användas. Värken kommer från muskelsammandragningar, varför rörelse kan dämpa smärtan.  En sammanställning av forskning som har kommenterats av SBU, visar att det är möjligt att svår menssmärta hos unga kvinnor kan lindras av att vara fysiskt aktiv 45-60 minuter ett par, tre gånger i veckan, jämfört med att vara stillasittande. Kvinnor som får kraftiga blödningar kan behöva använda dubbla mensskydd, eller byta dem på natten. Kraftigare blödningar kan bero på större mängder av ämnen som löser upp stelnat blod, om man har muskelknutor (myom) i livmodern eller använder kopparspiral.

### Menstruationsstörningar
Menstruationsstörningar är ovanligt korta, rikliga eller långa menstruationer eller utebliven menstruation, med mera - och är vanligen ett symtom på en sjukdom. Under menstruationscykeln samt ibland vid graviditet kan menstruationsliknande blödningar uppstå.

## Menstruationsskydd

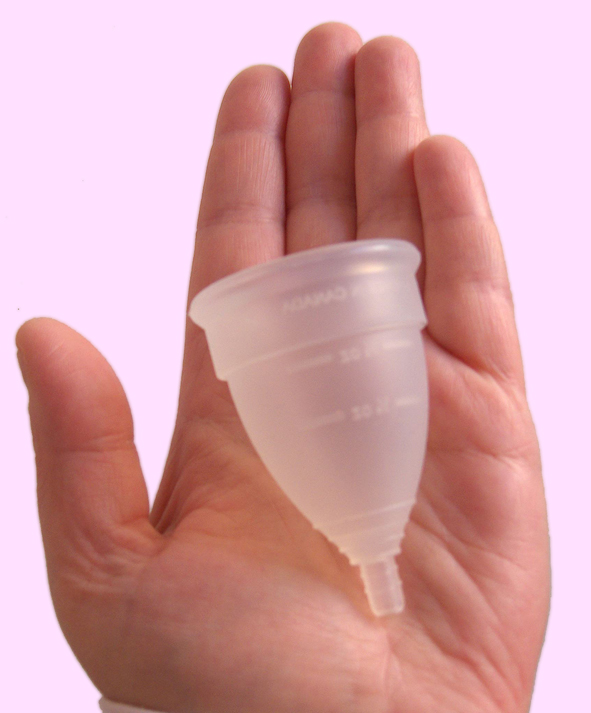
Menskopp.

För att hantera menstruationens blodflöde finns på den kommersiella marknaden flera olika sorter av mensskydd, såsom tamponger, bindor och menskoppar. Tamponger är cylinderformade stavar som förs in i slidgången och hålls fast av muskulaturen i slidväggarna, för att stoppa blodet från att sprida sig. Bindor är tunna bomulls- eller av annat tygliknande material producerade plattor med bra uppsugningsförmåga. De finns både som engångsbindor och tygbindor. Varken tamponger eller bindor skall spolas ner i toalett.
Menskoppen är en (oftast) silikonskål som förs in i slidan och samlar upp blodet. Den rymmer mer blod än både bindor och tamponger, och behöver inte bytas lika ofta samt går att sova med. Den behöver heller inte tas ut vid dusch, bad, eller toalettbesök.

## Menstruation i samhället

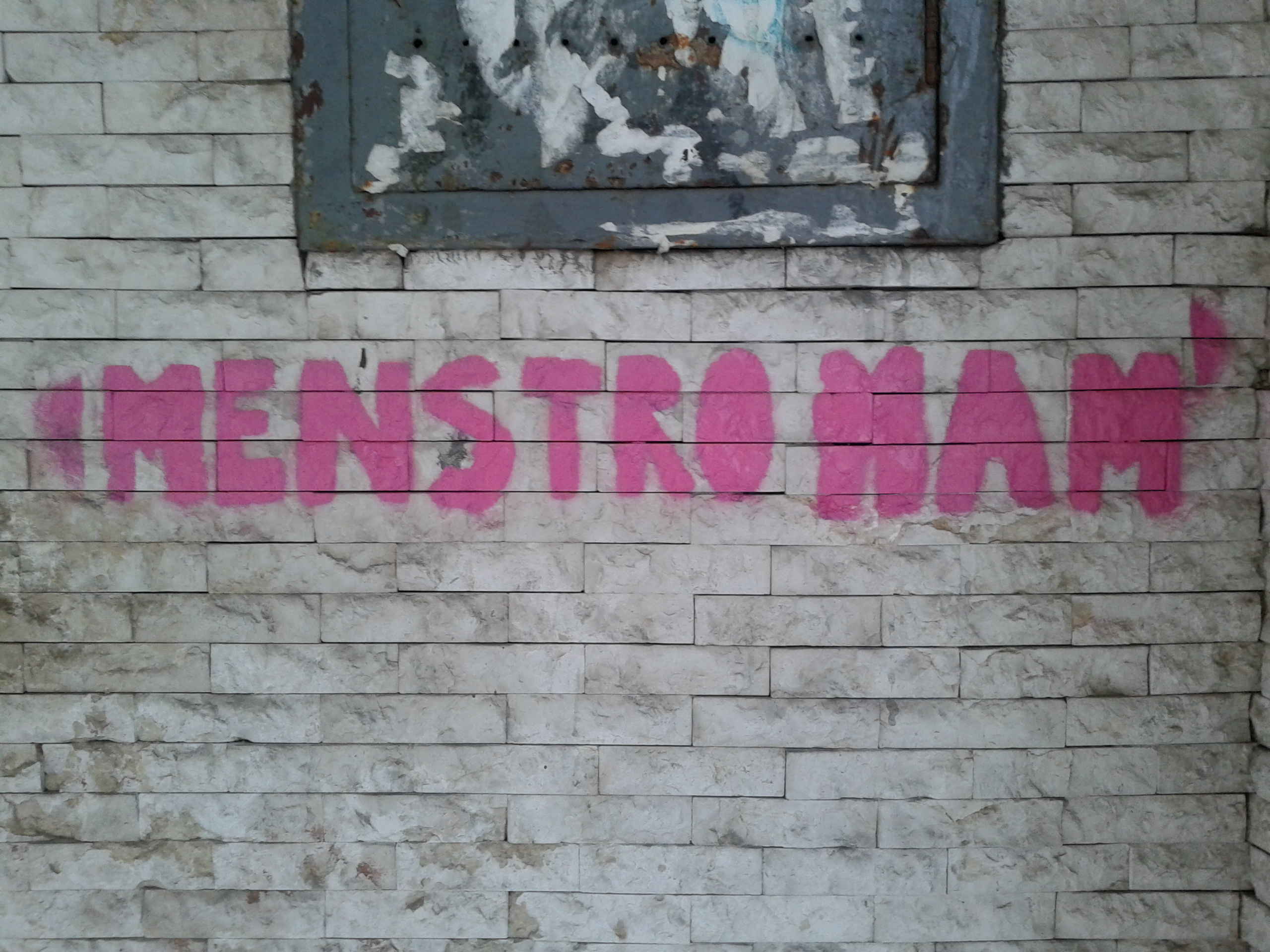
En vägg med Graffiti i Ljubljana med text som säger Jag menstruerar på slovenska.

I samhället omges menstruationen av skam och tystnad, och präglas av en etikett som kretsar kring dold och hemlig aktivitet. I offentligheten tar sig detta i uttryck bland annat i att reklam och marknadsföring för menstruationsskydd vanligen representerar mensblodet med en blå vätska för att demonstrera produktens funktion, och genom att mensskydden hålls skymda och undanstoppade. År 2011 publicerade mensskyddsföretaget Always sin första reklambild där mensblodet representerades av en liten röd prick i stället för den blå vätskan. En ny slags mensreklam från Libresse är en film, där kvinnor som utövar olika sporter blöder från de sår de får när de slår sig. Detta grepp kan vara ett litet steg i att avdramatisera rött blod i samband med mens.
I språket om mens är eufemismer för själva ordet mens vanliga. I svenskan förekommer ros, rening, lingonveckan, att vara opasslig, med flera och engelskan förekommer "the curse" med flera.

### Information och utbildning

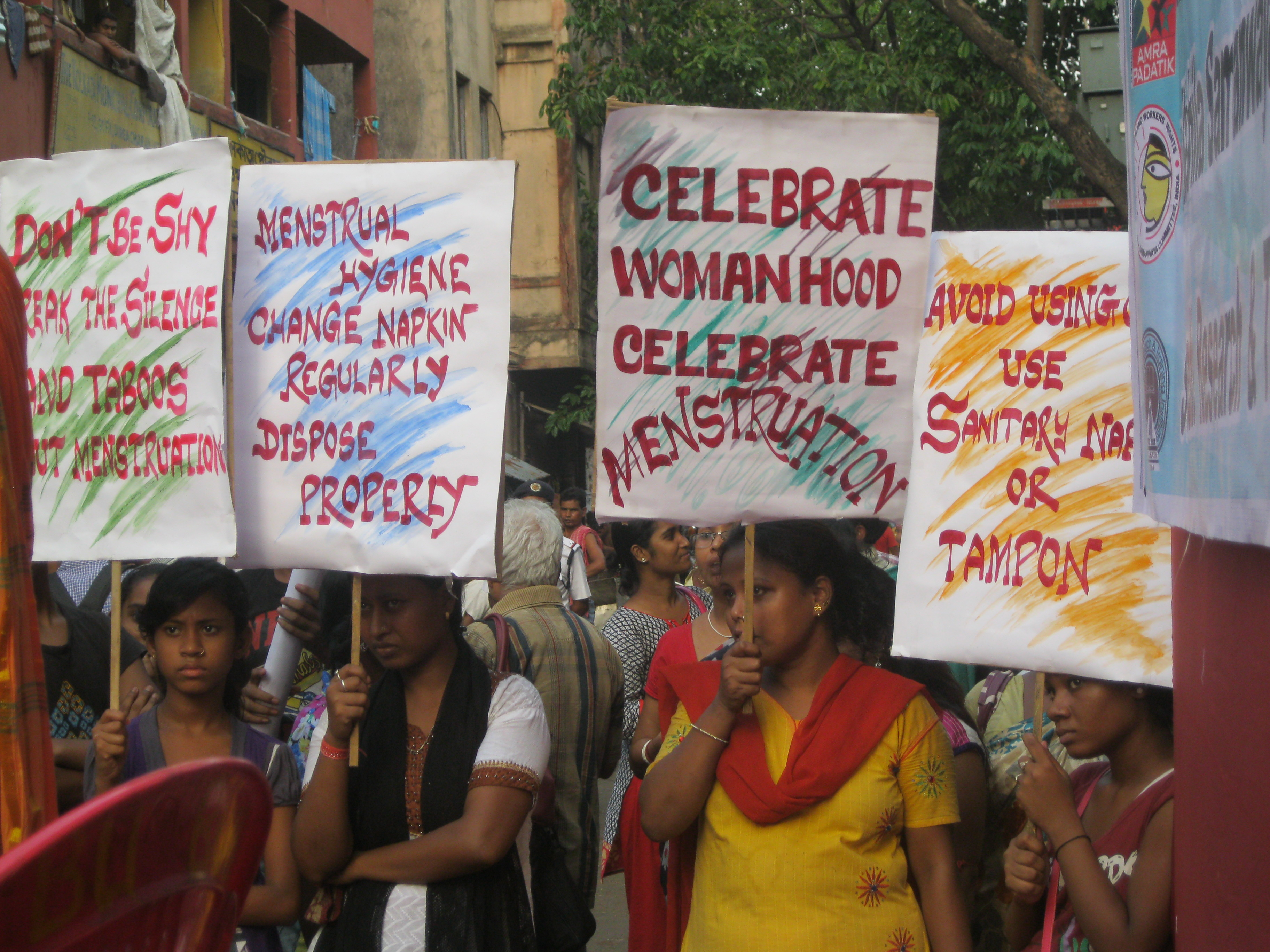
Kvinnor i Indien håller upp informationsplakat för att uppmärksamma internationella mensdagen, den 28 maj, i syfte att öka kunskaperna om menstruation.

Studier har visat att den kunskap som kommuniceras till flickor och unga kvinnor om menstruation, och om den första mensen, ofta är strikt uppdelad mellan dels en medicinskt fokuserad informationen centrerad kring anatomi och funktion och dels den levda erfarenheten av att hantera och sköta menstruationen i det vardagliga livet. Pojkar i tonåren får generellt mindre formell utbildning om menstruation än flickor, som en del av sexualundervisningen, och studier pekar på att det gör pojkars kunskap och kännedom om menstruation godtycklig och beroende av familjeförhållanden.
Det händer att unga kvinnor i västvärlden har negativa erfarenheter av utbildning om menstruation och forskningsstudier. En av orsakerna är ovillighet från undervisande lärares sida till att ge instruktioner om menstruation. Menstruationen som ett tabubelagt ämne finns även utanför västvärlden, där det är förknippat med negativitet och hemilighetsmakeri, vilket förhindrar diskussioner om menstruation och medför att levda erfarenheter och kunskaper om menstruationen inte förs vidare mellan generationerna.  Det förekommer fortfarande att flickor och kvinnor i västra Nepal tvingas till isolering i små skjul eller menshyddor under menstruationen, trots att denna sedvänja, chhaupadi, bidrar till att flickor dör och är förbjuden enligt nepalesisk lag. Enligt Unesco är det nödvändigt att skolor är rustade med uppdaterat utbildningsmaterial kring menstruation för att elever på väg in i puberteten ska få tillgång till kunskapen och att det är ett viktigt arbete för att utbildning inte ska vara könsdiskriminerande. 

### Mensfattigdom
Mensfattigdom existerar både i väst och i utvecklingsländer. En undersökning från 2019 i Nya Zeeland visade att 12 procent av flickorna i årskurs 9–13 (mellan 12 och 18 år) hade svårt att få tag i mensskydd och att 1 av 12 elever hade skolkat från skolan eftersom de inte har råd med mensskydd. För att få bukt med mensfattigdomen i Nya Zeeland så kommer alla flickor som studerar på gymnasienivå att få tillgång till gratis mensskydd. Enligt premiärministern Jacinda Arden så är mensskydd inte en lyx utan en nödvändighet. En undersökning från 2018 i Storbritannien av Plan International UK visade att 1 av 10 kvinnor mellan åldrarna 14-21 år inte hade råd med mensskydd. I Kenya så missar 1 miljon flickor skolan varje månad på grund av mensfattigdom och vissa hoppar av skolan helt och hållet. Kostnaden för ett paket bindor överstiger ofta dagsinkomsten för familjer som bor i Nairobis slumområden. År 2020 blev Skottland det första landet i världen att ge alla kvinnor laglig rätt till gratis mensskydd.

### Internationella mensdagen
Internationella mensdagen inträffar den 28 maj och har instiftats för att varje kvinna ska kunna sköta sin menstruation på ett hygieniskt och värdigt sätt.

## Kulturell betydelse

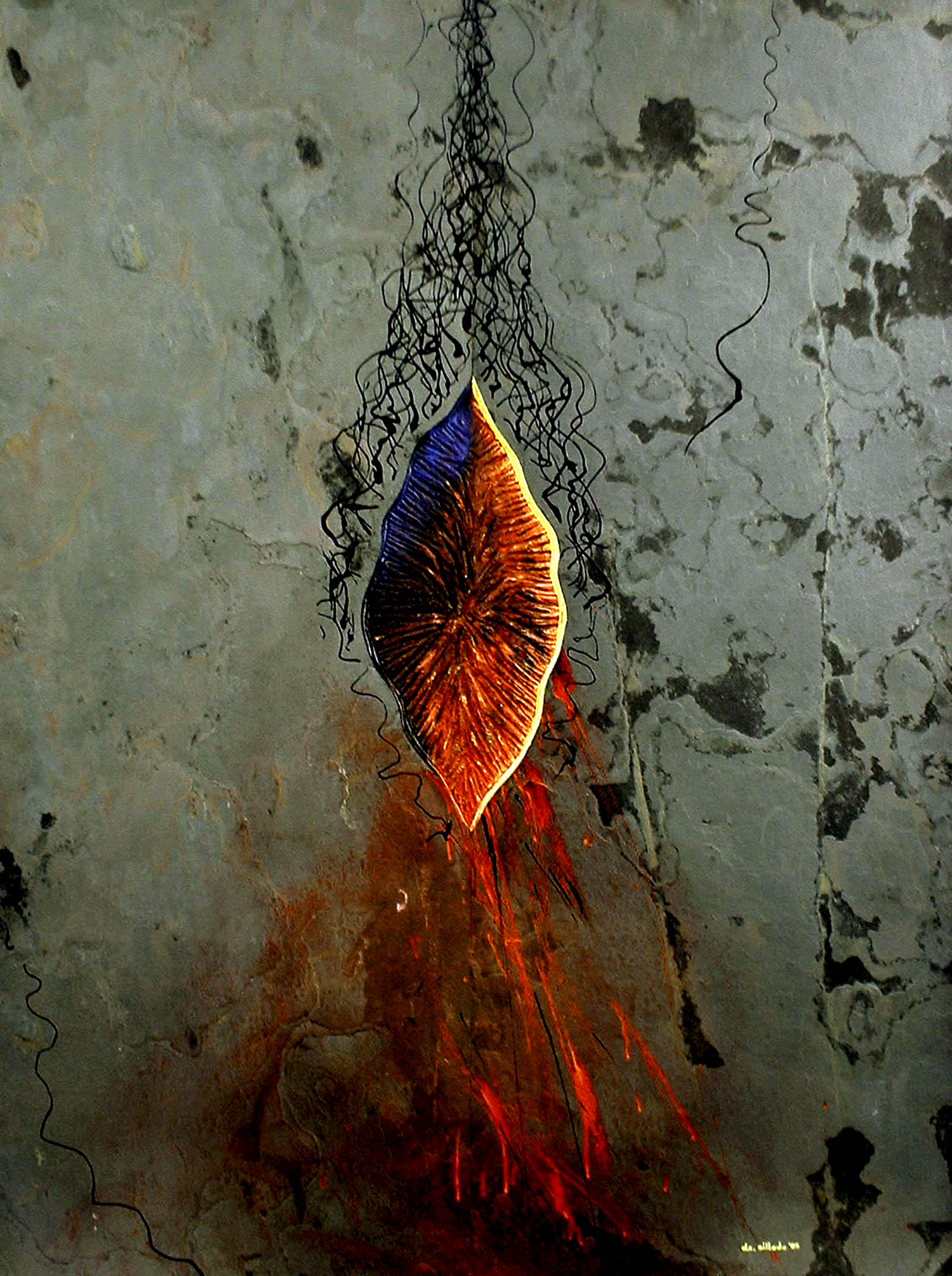
Exempel på menstruation i konsten här genom verket “Menstrual Period in Political History” (Menstruation i politisk historia), av den filippinske konstnären Danny C, år 2005.

Forskning gör det troligt att kvinnor var de tidigaste objekten för dyrkan, genom att de så tydligt förkroppsligar fertilitet som är en betydelsefull symbol inom tidiga agrarsamhällen. Menstruerande kvinnor har i många kulturer i människans historia ansetts vara kraftfulla och heliga. Förmågor som att kunna hela sjuka eller som hos Cherokee ge styrka nog att besegra fienden har tillskrivits mensblodets krafter.
Ordet "tapu" betyder menstruation på urpolynesiska och det finns troligen ett etymologiskt samband med ordet tabu. Ordets ursprungliga betydelse är "heligförklarat". På en ca 12 000 år gammal kultplats i Göbekli Tepe i Turkiet finns en bild på en menstruerande kvinna. Denna kultur är ett exempel på många (ca 1 miljon) ursprungskulturer där menstruationen har koppling till religion/magi.
I verket Naturalis historia beskriver romaren Plinius den äldre hur kontakt med mensblod får: järn att rosta, frön i trädgården att torka ihop, frukt att falla från träden, bikupor att dö, knivar att förlora skärpan, elfenben att bli matt, myror att kasta ifrån sig frön i vämjelse och hundar som smakar det att drivas till vansinne och deras bett smittas med obotligt gift. Några positiva användningsområden för denna kraft kan även Plinius redogöra för: Om en menstruerande kvinna går naken tre varv runt ett fält blir skörden god, eftersom larver, skalbaggar och maskar då faller av sädesaxen. Fortfarande avklädd förmår hon också jaga bort hagelstormar, åska och virvelvindar. Blodet är mycket skadligt för den manliga styrkan. 
I Tredje Mosebok i Bibeln finns en långt avsnitt som handlar om hur orent mensblodet och menstruationen är. Alla som kommer i kontakt med något som den menstruerande kvinnan suttit eller legat på blir oren, och den som tar i ett föremål som lagts på en pall som en menstruerande kvinna suttit på blir själv oren.

## Mens i konsten
Mensen som tema förekommer också i konsten idag och har då ofta politiska förtecken, som hos den feministiska konstnären Judy Chicago eller den svenska serietecknaren Liv Strömquist.